# Krystyna Dąbrowska (rzeźbiarka)
Krystyna Dąbrowska (ur. 26 listopada 1906, zm. 1 września 1944 w Warszawie) – polska rzeźbiarka i malarka, sanitariuszka w powstaniu warszawskim.

## Życiorys
Ukończyła Gimnazjum im. Marii Konopnickiej w Warszawie. W latach 1925–1930 studiowała w poznańskiej Państwowej Szkole Sztuk Zdobniczych i Przemysłu Artystycznego na Wydziale Rzeźby i Brązownictwa. W latach 1933–1935 pobierała nauki na warszawskiej ASP w pracowni prof. Tadeusza Breyera. W 1935 uzyskała stypendium na wyjazd do Rzymu – w 1937 ukończyła tam Reale Accademia di Belle Arti e Liceo Artistico, a w 1938 – Królewską Szkołę Medalierską. Podczas pobytu we Włoszech utrzymywała kontakty m.in. z Antonim Madeyskim oraz Józefem Gosławskim. Była także zaangażowana w powstanie Polskiej Organizacji Artystów Plastyków „Kapitol”. Do Warszawy powróciła w grudniu 1938 roku.
Była członkiem Grupy Artystów Wielkopolskich „Plastyka”. Tworzyła rzeźby o tematyce sportowej, religijnej oraz dekoracyjne detale architektoniczne. Jest autorką licznych pełnoplastycznych oraz płaskorzeźbionych portretów. Jedną z jej najbardziej znanych prac był Marynarz, który eksponowany był na przedolimpijskiej wystawie Sport w sztuce.
W czasie okupacji (w latach 1941-1943) pracowała w cukrowni w Sokołowie Podlaskim. Działała tam w konspiracji. Od stycznia 1944 przebywała w Warszawie. Była tam patrolową w kompanii „Koszta” – ochrony sztabu Komendy Obszaru Warszawskiego Armii Krajowej. W powstaniu warszawskim brała udział jako sanitariuszka. Ciężko ranna w trakcie akcji ratunkowej, zmarła w szpitalu powstańczym 1 września 1944. Większość jej prac zaginęła podczas powstania.

## Nagrody
- 1936 – nagroda za rzeźbę Marynarz na XI Olimpiadzie w Berlinie[1]
- 1936 – II nagroda na zorganizowanym przez Towarzystwo im. Adama Mickiewicza w Rzymie konkursie rzeźbiarskim na popiersie Józefa Piłsudskiego
- 1936 – nagroda ambasadora Rzeczypospolitej Polskiej przy Watykanie za Autoportret

## Wybrane wystawy
- Wystawa na 100-lecie zabytkowego cmentarza na poznańskich Jeżycach (2005)[4]
- Sztuka wszędzie. Akademia Sztuk Pięknych w Warszawie 1904-1944 (2012)[5]